# Витемски манастир
Витемският манастир (на нидерландски: Redemptoristenklooster van Wittem) е действащ католически манастир в с. Витем, провинция Лимбург, Южна Нидерландия, изграден през 1729 – 1733 г.
Първоначално е манастир на Ордена на капуцините, а от 1835 г. принадлежи на Конгрегацията на редемптористите. Манастирският комплекс се състои от манастира, църква (от капуцините) и няколко параклиса.

## История
Манастирът във Витем е построен през 1729 – 1733 г. по проект на архитекта Йохан Конрад Шлаун, и по поръчка на граф Фердинанд фон Плетенберг, в бароков стил. През 1733 г. манастирът е зает от монаси-капуцини от Кьолн, които остават в манастира до Френската революция. По време на революцията монасите са прогонени и манастирът остава празен в продължение на десетилетия. През 1835 г. става собственост на Конгрегацията на редемптористите и се превръща в семинария за обучаване на свещеници. През 1891 г. поради нарастващия брой на семинаристите, е построена нова манастирска сграда. От първоначалния манастир са запазени само отделни части. Новият манастир е проектиран от архитекта Йохан Кайзер. Тържественото откриване на новия манастир е през 1894 г. През 1938 г. се изгражда и ново допълнително крило. През следващите години броят на семинаристите се увеличава и в резултат на сътрудничеството на няколко религиозни ордена и конгрегации се открива нова богословска семинария в Хеерлен, като семинарията във Витем е закрита през през 1968 г. Понастоящем манастирът във Витем е културно религиозен център на редемптористите.

## Манастирска бира
Абатската бира „Херардус Витемс Клостербиер“ (Gerardus Wittems Kloosterbier) се произвежда от нидерландската пивоварна „Gulpener Bierbrouwerij“ в общинския център Гулпен, провинция Лимбург. Бирата се прави в 2 варианта: Gerardus Wittems Kloosterbier Blond – светла блонд бира с алкохолно съдържание 6 % об., и Gerardus Wittems Kloosterbier Dubbel – тъмна дубел бира с алкохолно съдържание 7 % об.